# Bruderschaft
Bruderschaft (Брудершафт) — электронный музыкальный проект из Нью-Йорка, основанный DJ Rexx Arkana. С немецкого название группы переводится «братство».

## История
В работе над первым релизом группы Bruderschaft «Forever» приняли участие известные люди в сфере электронной музыки: Rexx Arkana (текст), Ronan Harris (вокал VNV Nation), Sebastian Komor (музыка, участник Icon of Coil, Zombie Girl), Joakim Montelius (семплы Covenant) и Stephan Groth (бэк-вокал Apoptygma Berzerk). Песня захватила вершины чартов и стала любимицей в клубах. Заглавная песня с альбома была написана Rexx Arkana в память об отце, умершем от рака в 1999 году.
Выпущенная на лейбле RazorBurn Records, и в Европе на лейбле Alfa-Matrix в 2003 году «Forever» EP (также доступная в 2-CD Limited Edition варианте) включала ремиксы таких групп как: Front 242, Camouflage, Feindflug, Melotron, The Retrosic, Negative Format, Angels & Agony, Colony 5, Lights of Euphoria, Davantage, Grendel, Punto Omega, [:SITD:] и других.
В 2005 году Bruderschaft работали над следующим релизом «Return» однако он не материализовался. Над главным треком также должны были работать Sebastian Komor, Johann Sebastian (композитор State of the Union); новый вокалист Tom Shear (Assemblage 23) и тексты самого Rexx Arkana.

## Дискография

### Альбомы
- Forever (Alfa Matrix, 2003)
- Return (Alfa Matrix, 2013)

### EP
- Forever EP (Alfa Matrix, 2003)